# Leipzig-Altenburg Airport

i7
i11
i13

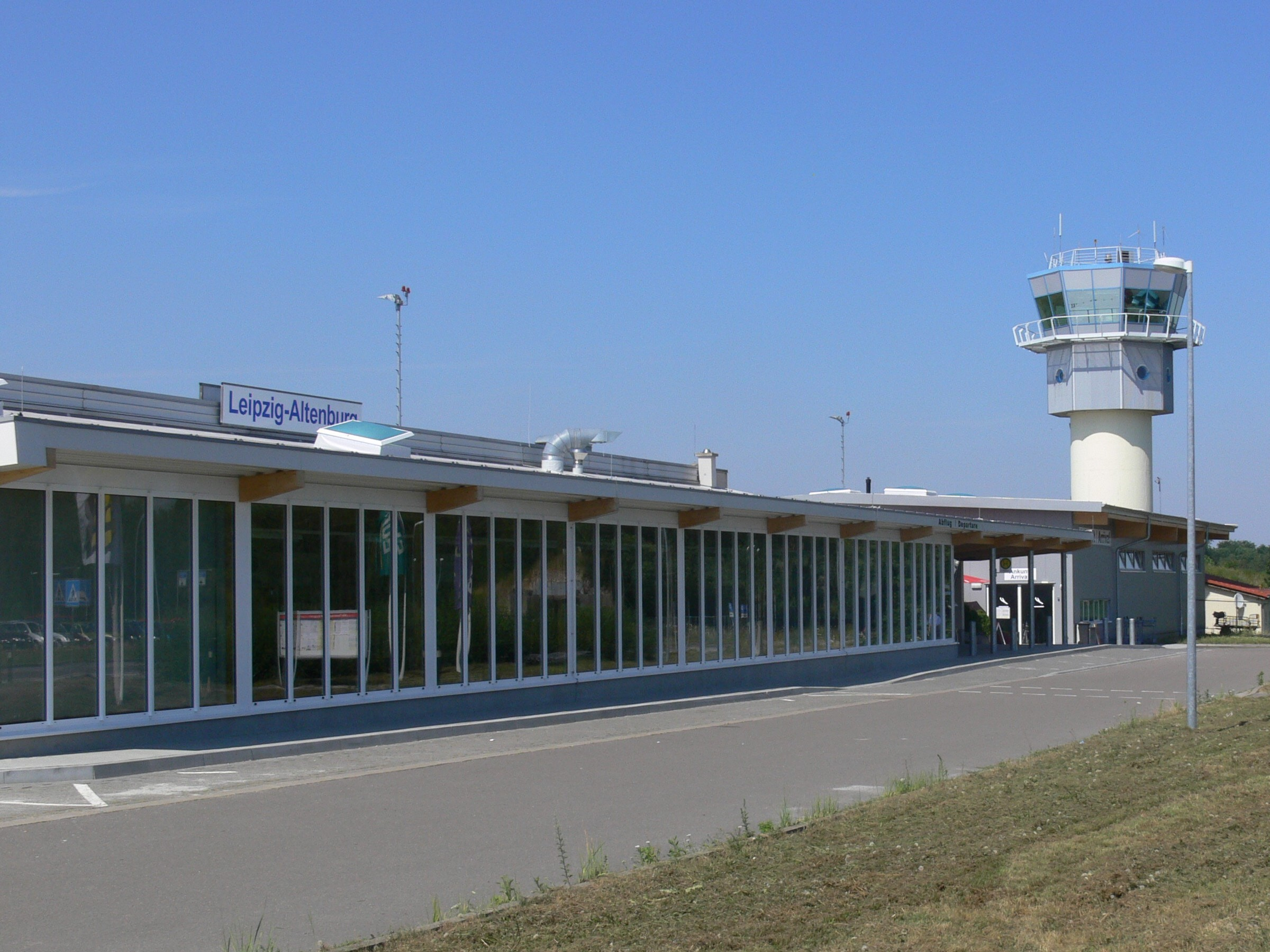
Terminal des Flugplatzes

Der Leipzig-Altenburg Airport (IATA-Code: AOC, ICAO-Code: EDAC) ist ein regionaler Verkehrslandeplatz 42 Kilometer südlich von Leipzig und 5 Kilometer ostsüdöstlich von Altenburg auf dem Gelände der Gemeinde Nobitz in Thüringen. Im Umkreis von 40 Kilometern befinden sich zudem die größeren Städte Gera, Zwickau und Chemnitz. Leipzig-Altenburg gilt als einer der ältesten Flugplätze Deutschlands.

## Geschichte

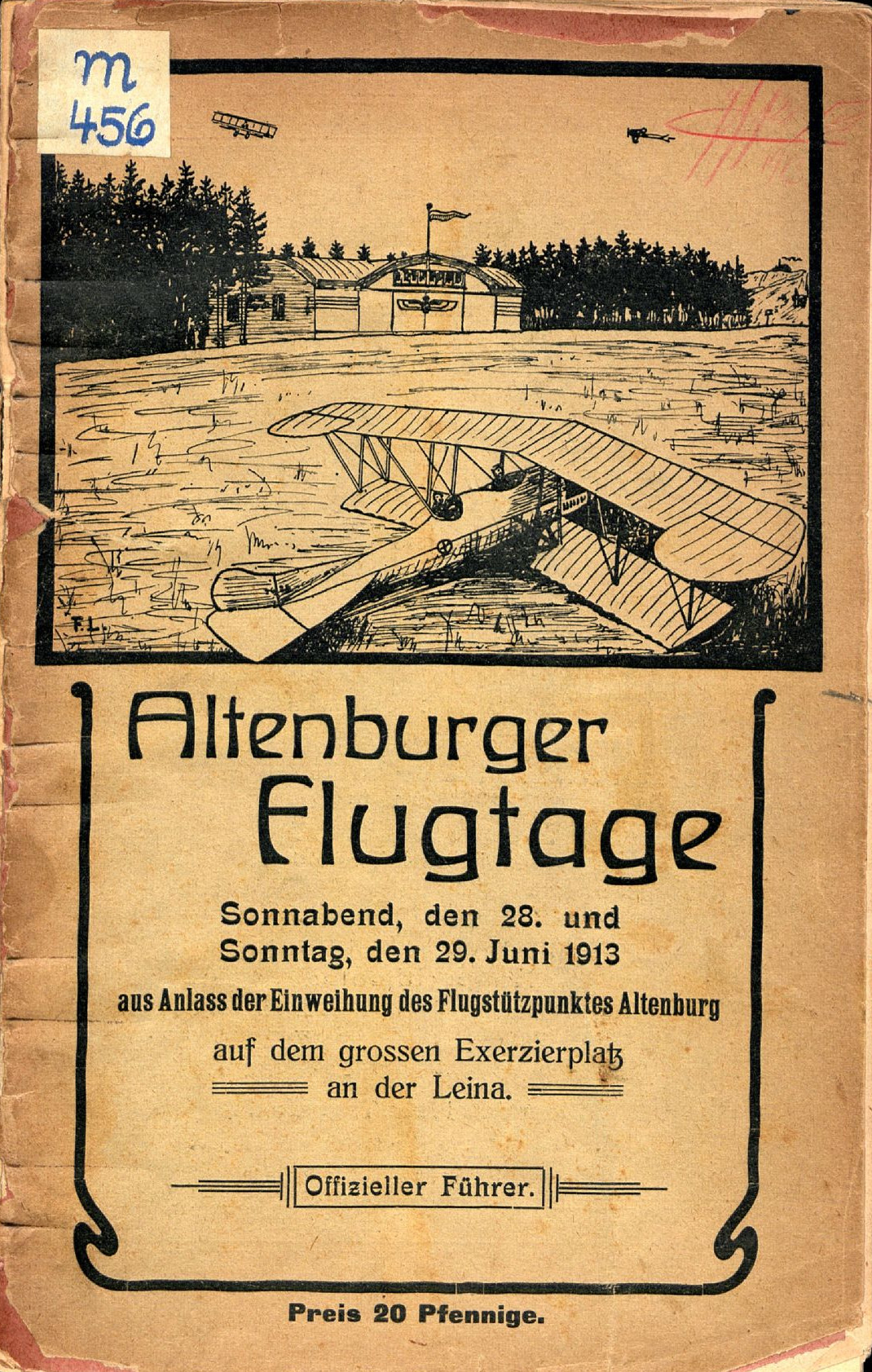
Programmheft Flugtage 1913

### Die ersten Jahre
Bereits zum Anfang des 20. Jahrhunderts wurde der Flugplatz an der Leina auf dem Gebiet des Herzogtums Sachsen-Altenburg von Leipziger Flugzeugfabriken zur Stationierung von Flugzeugen genutzt. Auf dem Exerzierplatz fanden Flugtage statt.
Nach der offiziellen Eröffnung 1913 als „Flugstützpunkt“ oder „Fliegerstation Nobitz“ begann 1916, während des Ersten Weltkriegs, unter Wilhelm Hintersatz die Herrichtung des Flugplatzes, als die Fliegerersatzabteilung 1 von Adlershof nach Altenburg verlegt wurde. Ein Gelände von 110 Hektar wurde abgeholzt und planiert, Baracken und Flughallen errichtet, eine Kläranlage geschaffen und eine Straße nach Klausa gebaut. Als Startbahn diente eine etwa 800 × 600 Meter große Grasfläche. Eine Fliegerschule wurde eingerichtet. In einem neu errichteten Werftgebäude wurden Flugzeuge vom Typ Albatros, DFW, Rumpler und Fokker zusammengebaut. Nach dem Ersten Weltkrieg wurden Fluggeräte, Hallen und Ausrüstung des Flughafens auf Beschluss der Alliierten demontiert oder zerstört. In den folgenden Jahren fanden nur Luftsportveranstaltungen, Rundflüge und Ballonfahrten statt.

### Wiederaufbau
Nach der NS-Machtübernahme 1933 erfolgte im Zuge der Aufrüstung der Wehrmacht auch der Aufbau einer (zunächst geheimen) Luftwaffe. Ein Bebauungsplan für den unter den Decknamen Alpendohle entworfenen Neubau des Fliegerhorsts Leinawald lag bereits vor. Auf Befehl Görings wurde 1936 die Fliegerhorstkommandantur neu aufgestellt und der Ausbau des Militärflugplatzes begann. Es entstanden Start- und Landebahnen, sieben Flugzeughallen, Werftanlagen, Prüfstände, Tankanlagen, Kontroll- und Ausbildungsgebäude, Funk-, Mess- und Wetterstation, Unterkünfte für Mannschaften und Offiziere, Casino und Sozialgebäude. Der Flugplatz war immer nur kurz mit aktiven fliegenden Verbänden belegt. Im Mai 1939 lag die III. Gruppe des Kampfgeschwaders 3 mit zweimotorigen Bombern vom Typ Dornier Do 17 hier. Im Oktober/November 1943 war das Jagdgeschwader 301 mit seiner I. Gruppe, ausgestattet mit Messerschmitt Bf 109, hier stationiert, bevor im Juni/Juli 1944 wieder Teile des Kampfgeschwaders 3 hier aufgelöst wurden. Abschließend starteten von Februar bis April 1945 noch Junkers Ju 88 Nachtjäger des Nachtjagdgeschwaders 5 von hier. Von 1942 bis 1945 wurden auf dem Flugplatz Lehrlinge im Flugzeugbau ausgebildet, dabei war eine Segelflugschulung inbegriffen. Am 14. April 1945 besetzte die 6. US-Panzerdivision unter General Robert W. Grow die Stadt Altenburg. Das 69. Panzer-Bataillon (69th Tank Battalion) unter Commander Lagrew erreichte den Flugplatz. Der Flugplatz wurde durch das 825th EAB (Engineer Aviation Battalion; Flugplatzbaubataillon) wieder nutzbar gemacht und ab dem 16. April mit dem alliierten Flugplatz-Code Advanced Landing Ground ALG R-23 von den United States Army Air Forces verwendet.

### In der Zeit der Roten Armee/Sowjetarmee

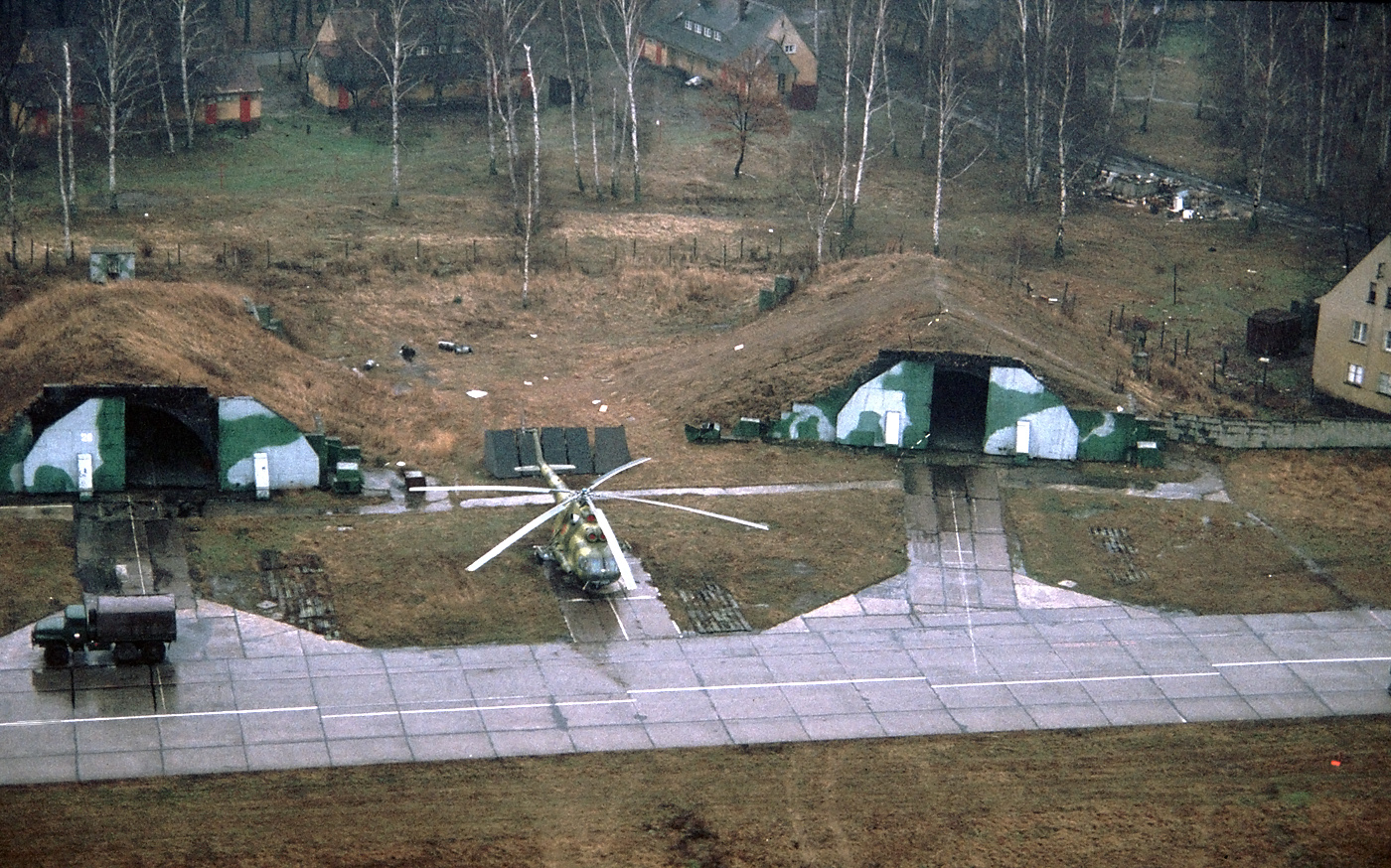
Eine Mi-8 auf dem Flugplatz

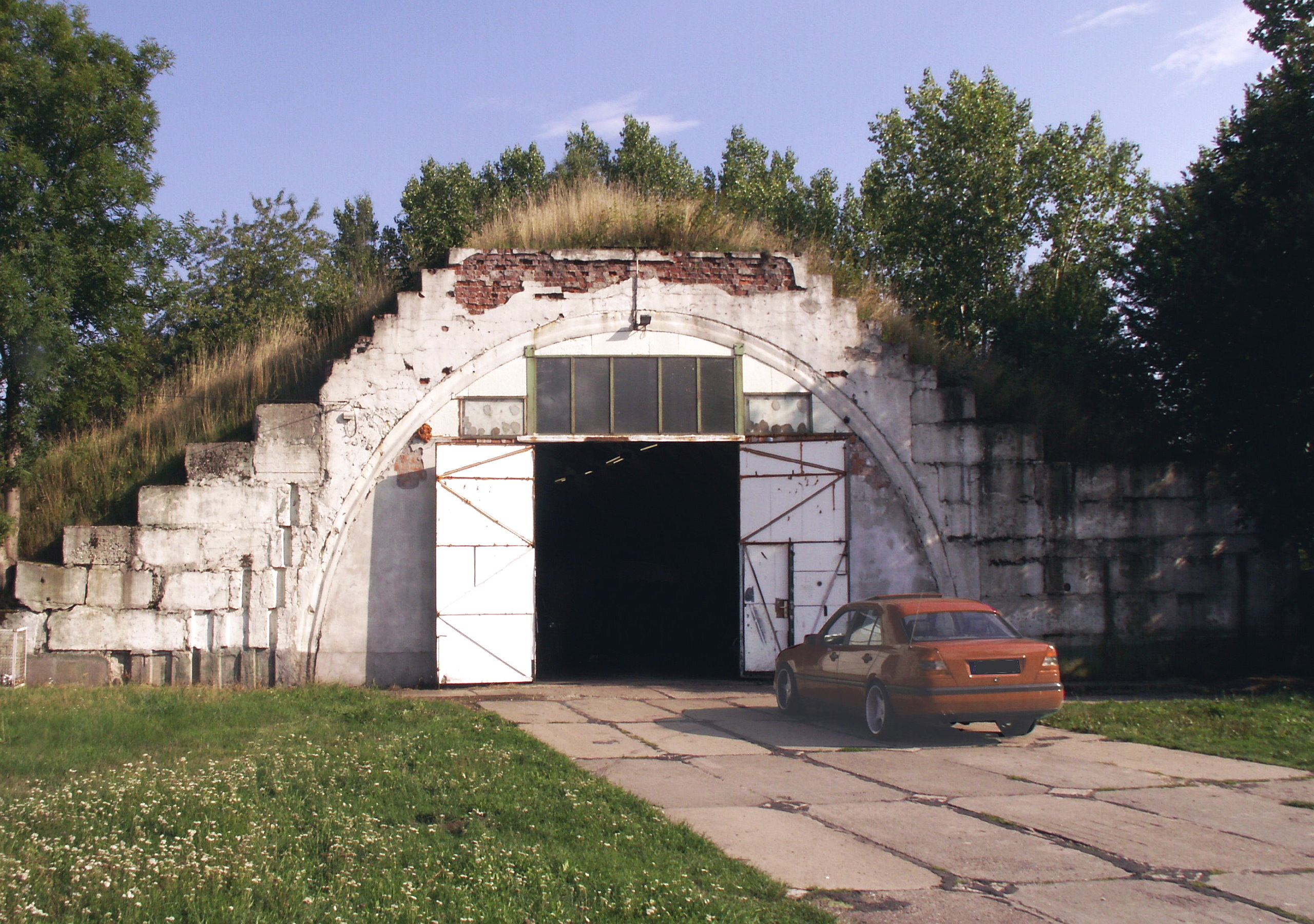
Ehem. Flugzeugunterstand vom Typ Bogendeckung AU-11 mit äußeren Merkmalen einfachster DDR-Bauweise

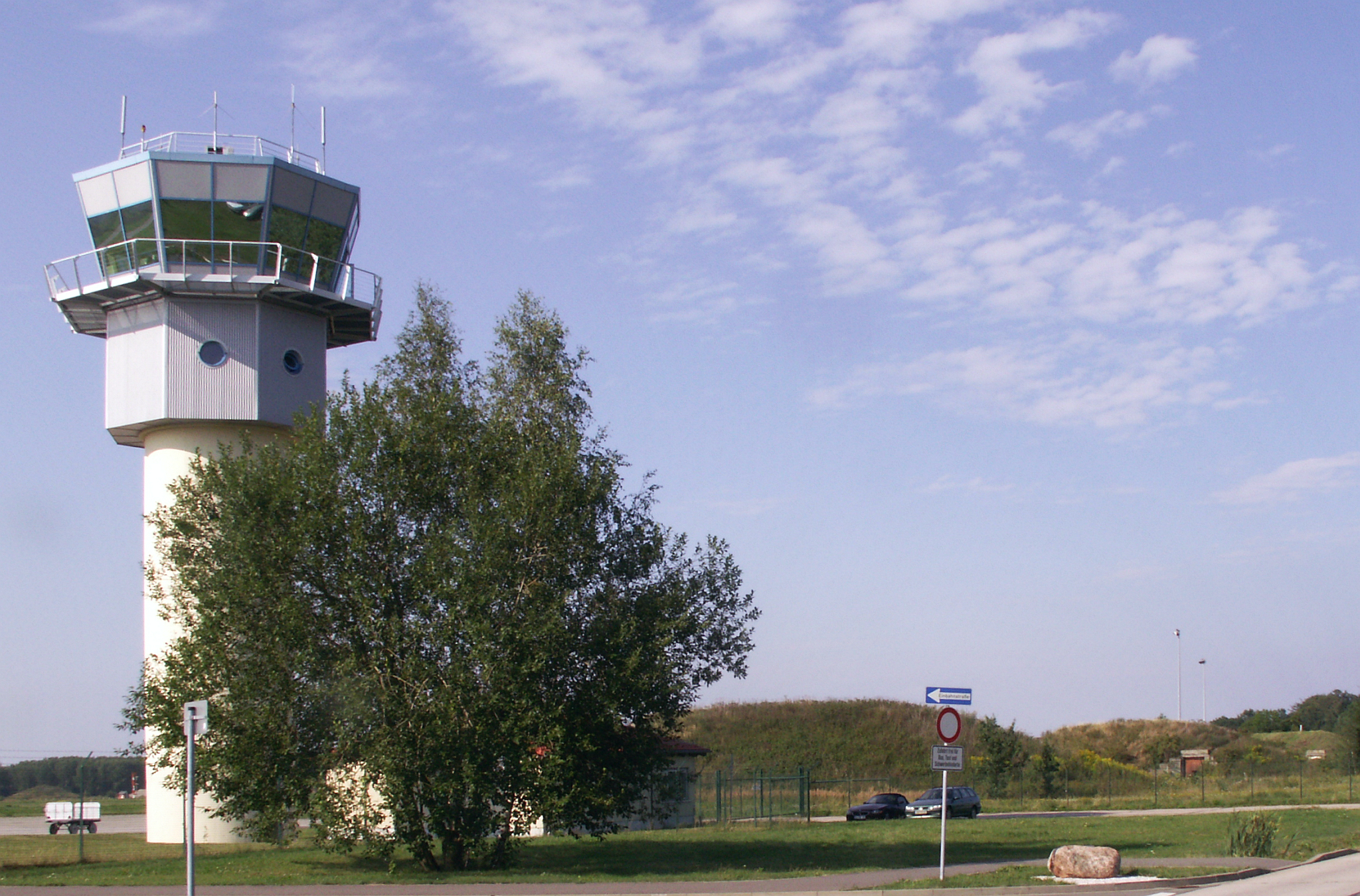
Kontrollturm des Zivilflughafens vor drei alten Flugzeugbunkern AU-11

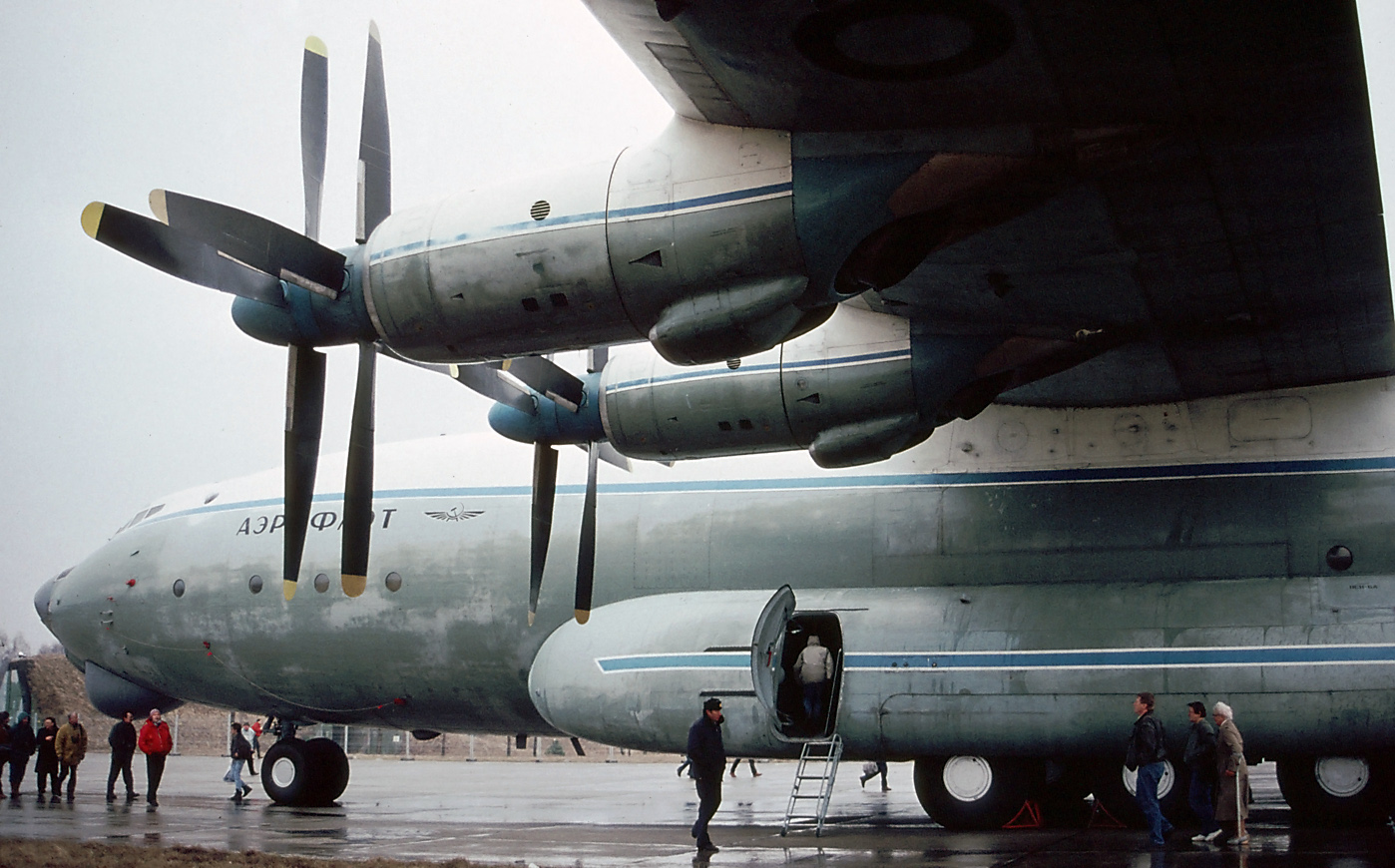
An-22 zum Tag der offenen Tür auf dem Zivilflugplatz

Am 1. Juli 1945 besetzte die Rote Armee den Flugplatz. Er war dann bis 1992 von den sowjetischen Streitkräften belegt. Während dieser Zeit bekam der Flugplatz ein völlig neues Bild. Das verbliebene Rüstungsgut der Luftwaffe wurde vernichtet. Fünf der sieben Flugzeughallen wurden demontiert und in die Sowjetunion verbracht. Eine erste Belegung erfolgte durch Jak-9-Jäger von 1946 bis 1949. Anschließend nutzte das mit Li-2 ausgerüstete 197. Garde-Transportfliegerregiment den Platz. 1952 begann eine erste Ausbauphase in nördlicher Richtung als Stützpunkt für strahlgetriebene Jagdfliegerkräfte, wobei die ehemaligen deutschen Gebäude in die Infrastruktur integriert wurden. Die Start- und Landebahn wurde in nordöstlicher Richtung auf 1800 Meter verlängert, große Waldstücke abgeholzt, Bunker, Baracken, Hangars, Flakstellungen und leichte Splitterschutzdeckungen neu gebaut. In Richtung zur Gemeinde Nobitz wurden hölzerne Sichtblenden aufgestellt. Im angrenzenden Leinawald entstand eine weitläufige Kasernenanlage sowie ausgedehnte Fahrzeughallen. Anschließend wurden bis 1954 MiG-15 stationiert. Sie wurden durch MiG-17, später durch MiG-21 und MiG-27 abgelöst. In den 1960er Jahren erfolgte eine zweite Ausbauphase. Die Startbahn wurde 1960 auf 2300 Meter, 1969 schließlich auf 2500 Meter verlängert. Eine befestigte Vorstartlinie wurde angelegt, eine neue Leitzentrale errichtet, drei Fanganlagen aufgestellt, Fla-Raketen vom Typ 2K11 Krug stationiert – später durch Buk M1 ersetzt – und eine Schule für Offizierskinder gebaut. Zum Schutz der Fluggeräte wurden im Zeitraum von 1968 bis 1969 insgesamt 40 geschlossene Bogendeckungen vom Typ AU-11 errichtet, wobei diese numerische Bezeichnung die ungefähre innere Breite des Flugzeugunterstandes bezeichnet. Manchmal wurde der Flugplatz auch von militärischen Einheiten verbündeter Staaten genutzt, so u. a. aus Polen und der Tschechoslowakei. Auch Jagdgeschwader der NVA lagen zwischen 1967 und 1973 zeitweise in Altenburg. Zuletzt waren im Jahr 1986 Kampfflugzeuge vom Typ MiG-23BN des Jagdbombenfliegergeschwader 37 stationiert.
In den 1970er Jahren wurde der Platz nochmals ausgebaut. So entstanden Stellplätze für Hubschrauber, die von 1982 bis 1988 in Form der 312. OWE OP (Selbstständige Hubschrauberstaffel der Feuerunterstützung) in Altenburg ihren Standort hatten. 1981/82 erfolgte eine allgemeine Sanierung der Flugbetriebsflächen, die Vorstartlinie wurde erneuert und mit einer Unterflur-Tankanlage ausgerüstet und neue Wohngebäude errichtet. Ab 1989 bezog das mit MiG-29 ausgerüstete 968. IAP (Jagdfliegerregiment) den Platz.
Bis Mai 1992 wurde der Flugplatz Altenburg-Nobitz durch die Westgruppe der Truppen genutzt. Der letzte Flug einer MiG-29 fand am 8. April statt. Im gleichen Monat erfolgten die letzten von Il-76 durchgeführten Materialverbringungsflüge nach Russland und am 15. Juni erfolgte die Übergabe an die deutschen Behörden.

### Wandlung zum Zivilflugplatz

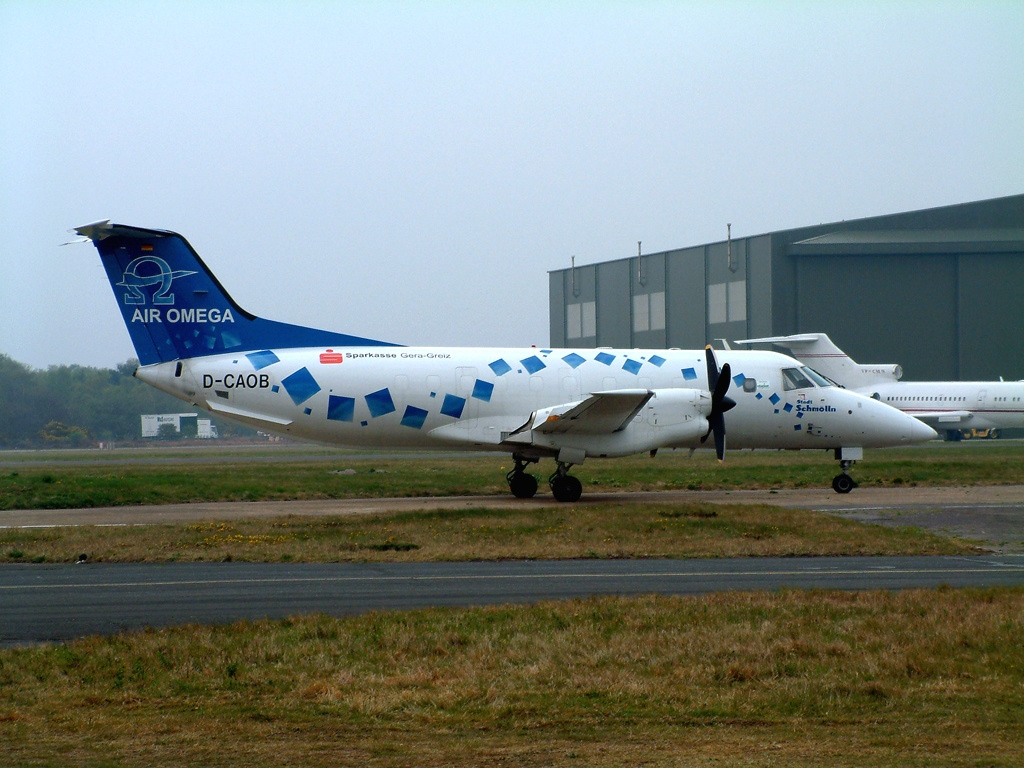
EMB-120 der Air Omega

Am 24. Januar 1992 wurde die Flugplatz Altenburg-Nobitz GmbH gegründet. Eine Umnutzung als Regionalflugplatz erfolgte. Seither erfolgte ein stetiger Ausbau der flugtechnischen Anlagen. Ein neuer Tower und ein neues Abfertigungsgebäude entstanden. Im Sommer 1996 startete zum ersten Mal ein Charterflug der Gesellschaft Air Malta.

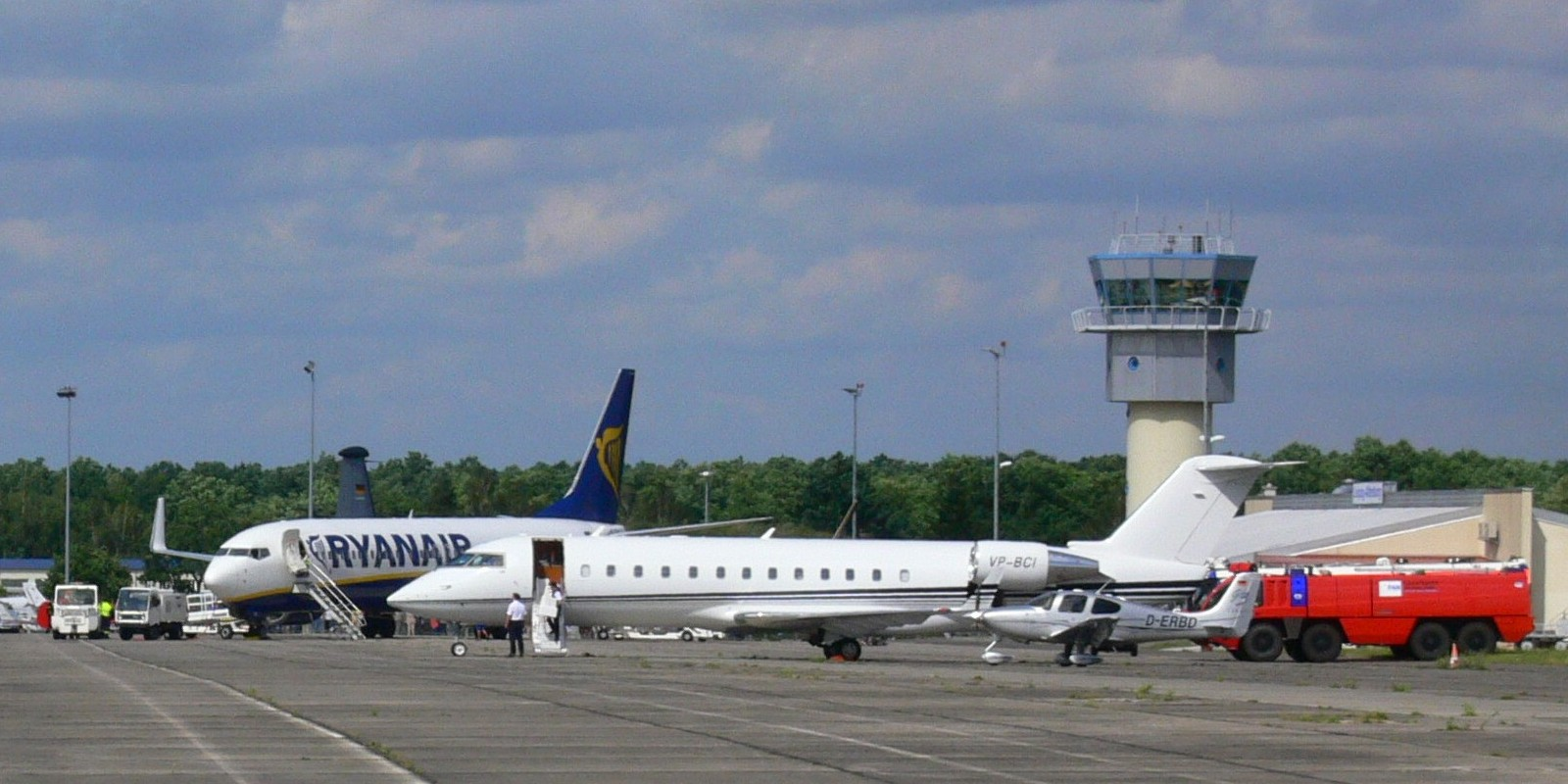
Vorfeld

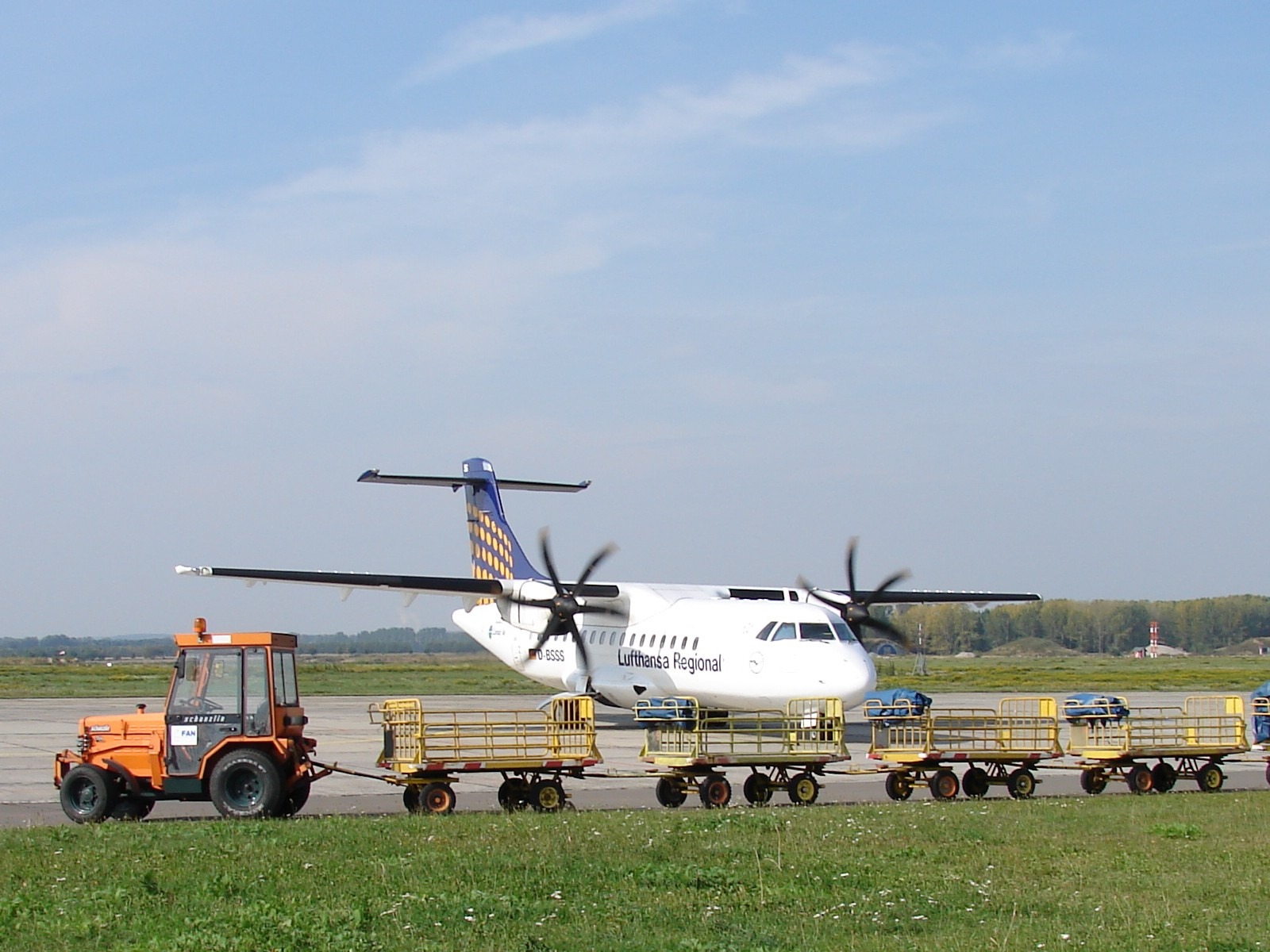
ATR-42 der Contact Air

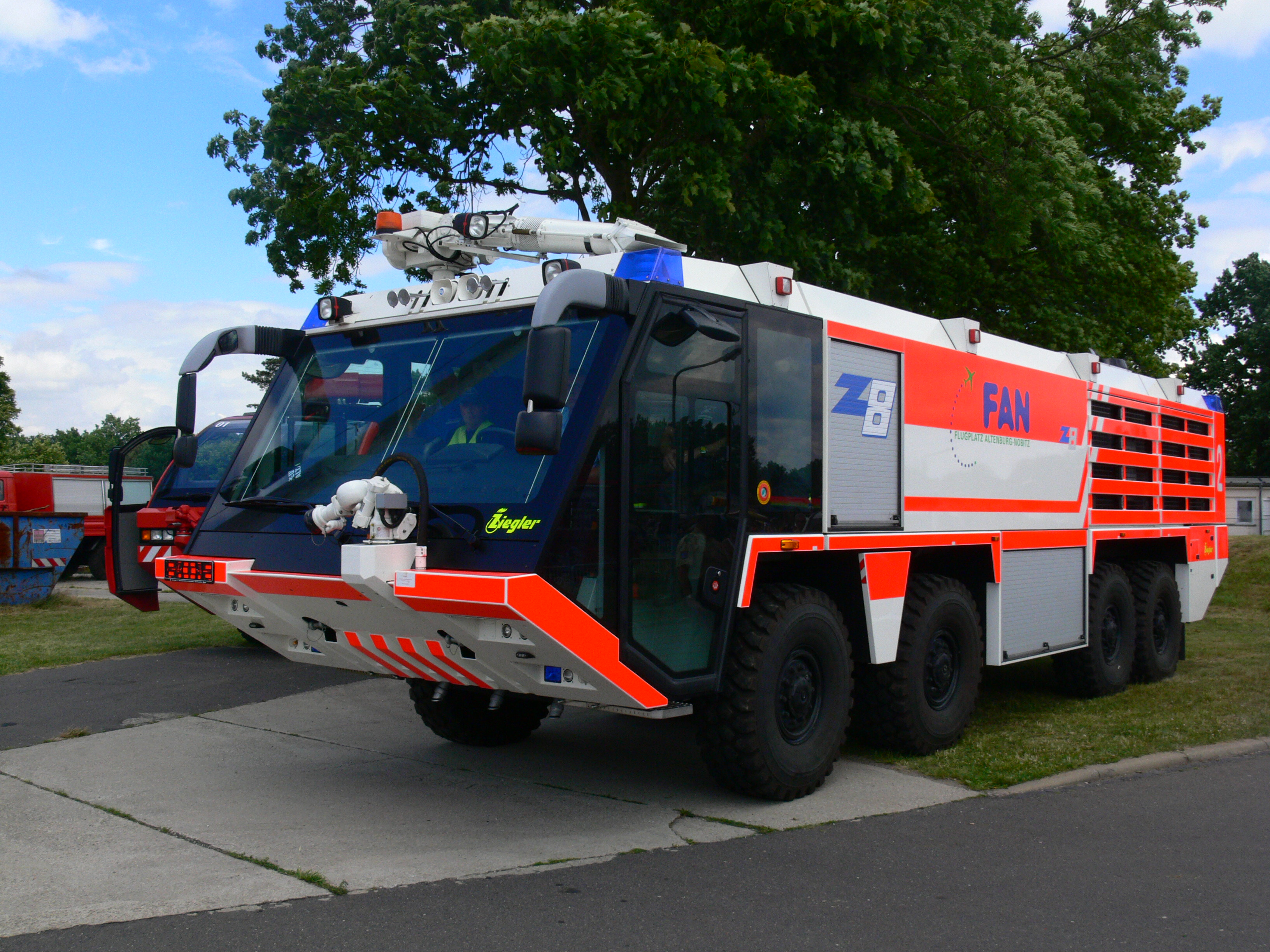
Der Fuhrpark der Flughafenfeuerwehr wurde 2007 durch den Ziegler Z8 erweitert.

Im Jahr 2002 gründete sich die Frachtfluggesellschaft Air Omega mit Sitz in Nobitz. Die Fluggesellschaft stationierte zwei Flugzeuge vom Typ Embraer EMB 120 auf dem Verkehrslandeplatz. Die Firma ging bereits 2003 wieder in Konkurs.
Während jedes Jahr vom Flugplatz Altenburg-Nobitz Chartermaschinen starteten, scheiterten die Bemühungen des Flugplatzes, Ende der 1990er Jahre einen Linienflugverkehr einzurichten. Erst 2003 fand der erste Linienflug mit der irischen Billigfluggesellschaft Ryanair vom Flugplatz statt.
Am 17. Dezember 2004 wurde der Flugplatz auf Veranlassung des Thüringer Verkehrsministerium für Maschinen über 14 Tonnen gesperrt. Der Grund waren zu hohe Bäume in der Anflugschneise. Diese Bäume standen laut Thüringer Verkehrsministeriums auf sächsischer Seite in einem Naturschutzgebiet und durften daher nicht gefällt werden. Daraufhin mussten die Flüge der Ryanair zum Flughafen Erfurt umgeleitet werden. Diese Sperrung veranlasste die Mitarbeiter des Flugplatzes zu einer Demonstration und Unterschriften-Aktion, die den weiteren Flugverkehr in Altenburg sicherstellen sollte. Die Demonstranten vertraten die Meinung, dass es sich bei der Sperrung in erster Linie um ein Kalkül Erfurter Politiker handelte und nicht um die Sicherheit der Passagiere, da die Fluggesellschaft Ryanair kurz vor der Sperrung angekündigt hatte, sich vom Flughafen der Thüringer Landeshauptstadt Erfurt zurückzuziehen. Nach einer erneuten Vermessung im Januar 2005 wurde festgestellt, dass die Bäume auf Thüringer Seite standen, sie wurden kurz darauf gefällt. Am 11. Januar wurde der Flugplatz wieder für Großflugzeuge freigegeben. Der Bund der Steuerzahler listete diese Sperrung in seinem Schwarzbuch 2005 auf, weil durch die vermeidbare Sperrung unnötige Kosten, wie zum Beispiel der Bustransfer der Fluggäste nach Erfurt, entstanden waren. Im März 2005 wurde das Flughafenmuseum eröffnet.
Vom 1. März 2007 bis Oktober 2010 flog Ryanair zum spanischen Flughafen Girona, der rund 75 Kilometer von der katalanischen Hauptstadt Barcelona entfernt liegt.
Am 15. Februar 2008 wurde der Flugplatz in Leipzig-Altenburg Airport umbenannt. Zur besseren Vermarktung seiner Flüge bezeichnete Ryanair den Flugplatz schon seit dem Start der London-Linie im Jahr 2003 als Altenburg (Leipzig). Der Flughafen Leipzig/Halle sah dadurch seine Rechte verletzt und erwirkte vor dem Landgericht Köln eine einstweilige Verfügung, nach der die Verwendung dieses neuen Namens vorläufig untersagt wurde. Das Gericht hob diese Verfügung jedoch am 2. Mai 2008 wieder auf. Der Flughafen Leipzig/Halle ging daraufhin in Berufung, zog diese aber Anfang November 2008 zurück.
Eine weitere Verbindung in das schottische Edinburgh wurde von Ryanair am 31. März 2009 eingerichtet, zum Ende des Sommerflugplans jedoch wieder eingestellt.
Am 29. Juni 2009 wurde die Start- und Landebahn von 2235 auf 2435 Meter verlängert, vorausgegangen war die Sanierung eines stillgelegten Stücks der Startbahn. Im Herbst begannen die Arbeiten für einen 640 m² großen Terminalanbau, der nach seiner Fertigstellung am 14. April 2010 in Betrieb ging.
Am 26. März 2011 startete Ryanair ihren letzten Flug und verlegte ihren Flugbetrieb für Passagiere aus dem mitteldeutschen Raum auf den Flughafen Magdeburg-Cochstedt. Ryanair war unzufrieden mit den Buchungszahlen und einer nicht durchgesetzten Erhöhung der Marketingzuwendungen. Damit gab es vom Flugplatz keine Linienflüge mehr.
2012 errichtete Classicflug auf dem Gelände einen neuen rund 600 m² großen Hangar. In diesem befinden sich seitdem historische Flugzeuge im flugfähigen Zustand, unter anderem eine Focke-Wulf Fw 44.
Seit 2015 ist der Leipzig-Altenburg Airport nicht mehr als regionaler Verkehrsflughafen klassifiziert.
Der Flugplatz besitzt gegenwärtig ein ILS in Hauptanflugrichtung mit der Allwetterflugbetriebsstufe CAT I.

## Gelände

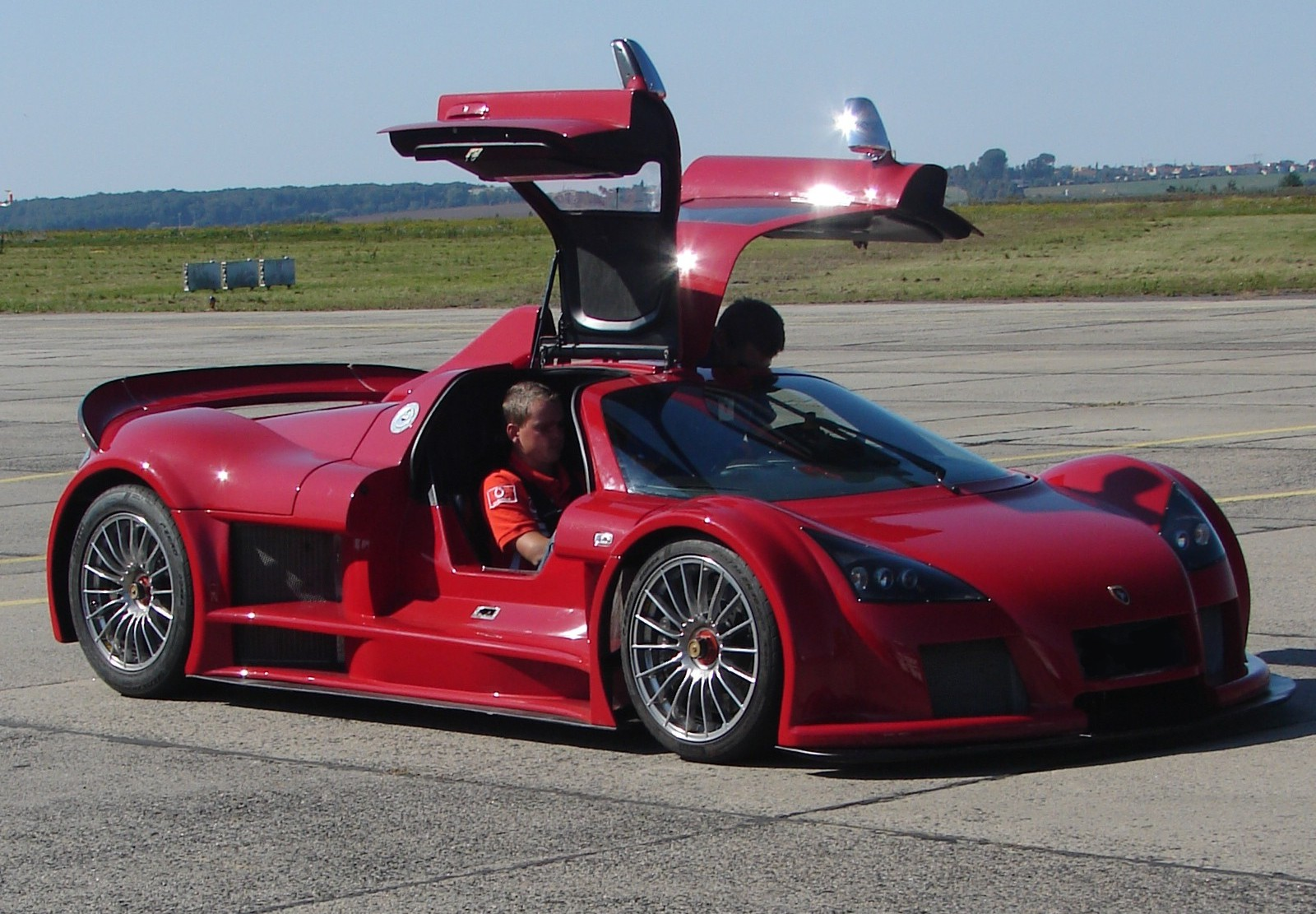
Der Apollo auf dem Airport

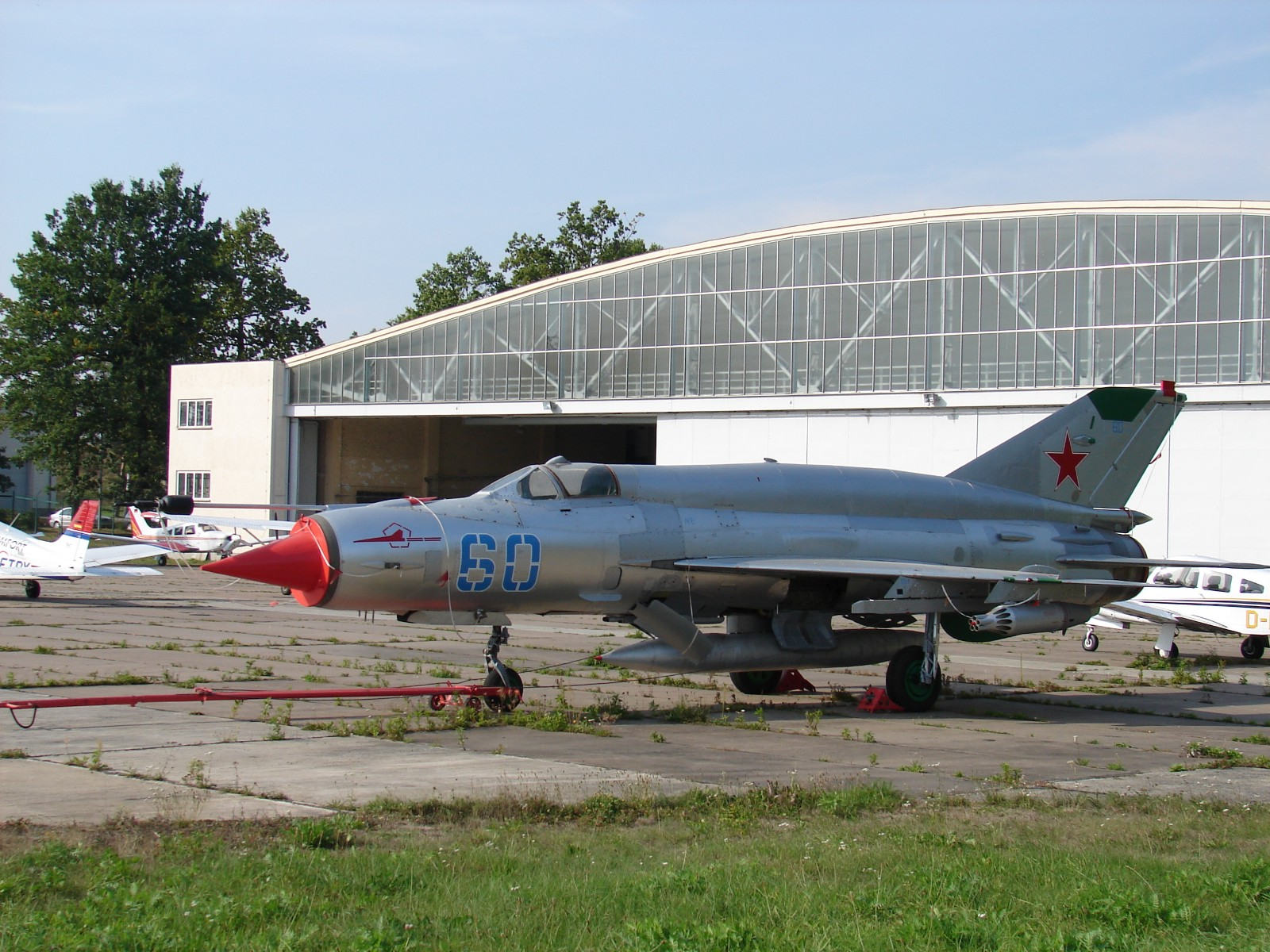
Die restaurierte MiG-21 SMT vor dem Hangar

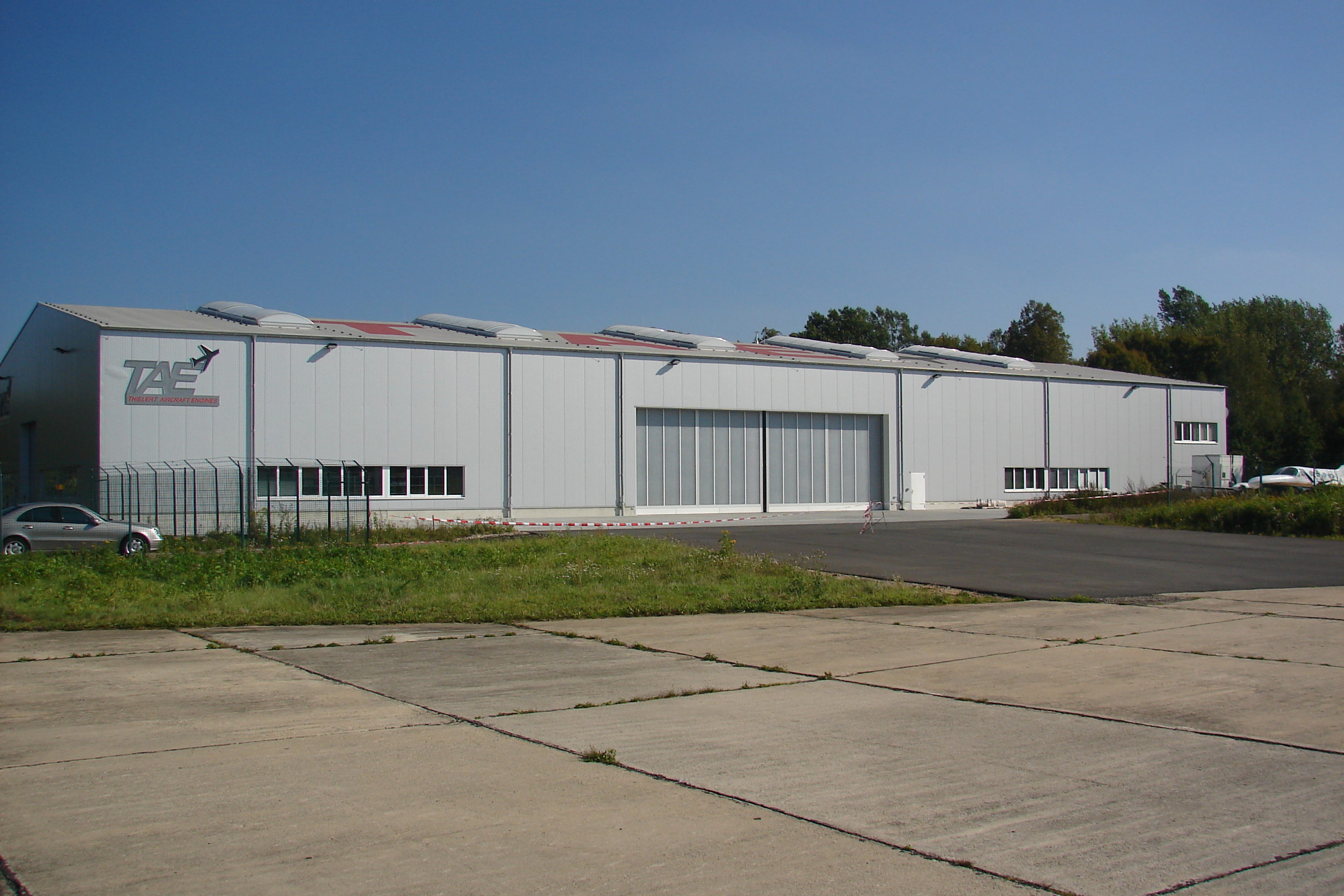
Das Werk des Flugzeugmotorenherstellers Technify

Das ehemalige Gelände des Militärflugplatzes hatte eine Größe von mehreren hundert Hektar, davon nimmt der heutige Verkehrslandeplatz nur einen kleinen Teil ein. Dieser befindet sich mit dem Vorfeld und der Startbahn auf dem westlichen Teil des Geländes.
Die gesamte Länge der Start- und Landebahn beträgt 2435 Meter. Am Ende der Startbahn 22 befanden sich während der Militärzeit zwei Flugzeugfanganlagen. Üblicherweise wurde immer nur eine solche Anlage installiert. Trotzdem kam es vor, dass Flugzeuge durch den Zaun brachen, über die Fernverkehrsstraße 180 (heute Bundesstraße 180) glitten und erst im nächsten Feld zum Stehen kamen.
Die Erweiterungen der Startbahn während der Zeit als Militärflugplatz sind aufgrund der bei jeder Erweiterung geringer werdenden Breite gut erkennbar. Auf den ersten 1810 Metern beträgt die Breite 80 Meter, die folgende 350 Meter lange Strecke ist 60 Meter breit, und auf dem letzten Stück von 240 Metern beträgt die Breite nur noch 44 Meter. Im Jahr 2006 wurde ungefähr die Hälfte der Start- und Landebahn saniert, dabei wurden die alten Betonplatten durch eine Asphaltschicht ersetzt. Die Gumpert Sportwagenmanufaktur benutzte die Startbahn und das Vorfeld als Teststrecke für ihren bis zu 860 PS starken Sportwagen Apollo. Präsentationen des Apollos für Journalisten und Kunden fanden meist auf dem Flugplatzgelände statt.
Auch Teile des Vorfeldes wurden stillgelegt, abgerissen oder dienen als Parkplatz. Gesäumt wird das Bild des Flugplatzes durch die Flugzeugbunker, in denen zunächst Flugzeuge des Typs MiG-21 standen. Der Nachfolger, die MiG-27, konnte diese Flugzeugbunker gerade noch benutzen. Die zuletzt und nur für kurze Zeit betriebene MiG-29 hingegen parkte auf dem jeweiligen Zurollweg zu diesen Bunkern, da dieser Typ zu groß war. Auch auf der entgegengesetzten Seite der Start- und Landebahn, im Nordwesten, befanden sich Flugzeugbunker, in denen Flugzeuge vollgetankt und bewaffnet für einen Alarmstart bereitstanden. Diese wurden jedoch im Jahre 2012 abgerissen, um einer Solaranlage Platz zu schaffen. Die mehrere Tonnen schweren Stahltore der Bunker waren mit Sand gefüllt, um die Flugzeuge vor Splittern von Bomben und Trümmern zu schützen. Einem direkten Einschlag einer Bombe hätten die Tore aber nicht standgehalten. Um bei einem eventuellen Stromausfall die Tore trotzdem öffnen zu können, haben die Schienen, auf denen die Tore rollen, ein leichtes Gefälle. So brauchte nur eine Person die Hebel zu lösen und das Tor rollte alleine auf.
Im Osten des Geländes, versteckt im Leinawald, befinden sich vier Munitionslagerbunker, die paarweise jeweils zu Beginn der 1970er und 1980er Jahre errichtet wurden. In den zuerst errichteten zwei prismenförmigen Bunkern befanden sich Luft-Boden-Raketen Ch-66. In den beiden anderen beiden Bunkern, modifizierte Bogendeckungen vom Typ AU-13, befanden sich Atombomben sowie deren Zünder. Diese zweigeschossigen Bunker sind etwa 36 Meter lang und 13 Meter breit. Die meisten Gebäude auf dem Gelände wurden abgerissen. Das Gelände wurde renaturiert oder wird als Gewerbegebiet genutzt. Im Gewerbegebiet hat sich neben dem Airbuszulieferer KTN, der zum französischen Konzern Hutchinson gehört, auch der Flugzeugmotorenhersteller Technify angesiedelt. Das Gelände verfügte über einen Gleisanschluss, der bei Klausa auf das mittlerweile ebenfalls zurückgebaute Gleis der Bahnstrecke Altenburg–Langenleuba-Oberhain traf.
Außerhalb des Geländes bei Greipzig befand sich eine Flugabwehr-Raketenstellung, die den Flugplatz vor Angriffen schützen sollte. Der Gefechtsstand dieser Anlage ist noch gut erhalten.

## Flughafenfeuerwehr

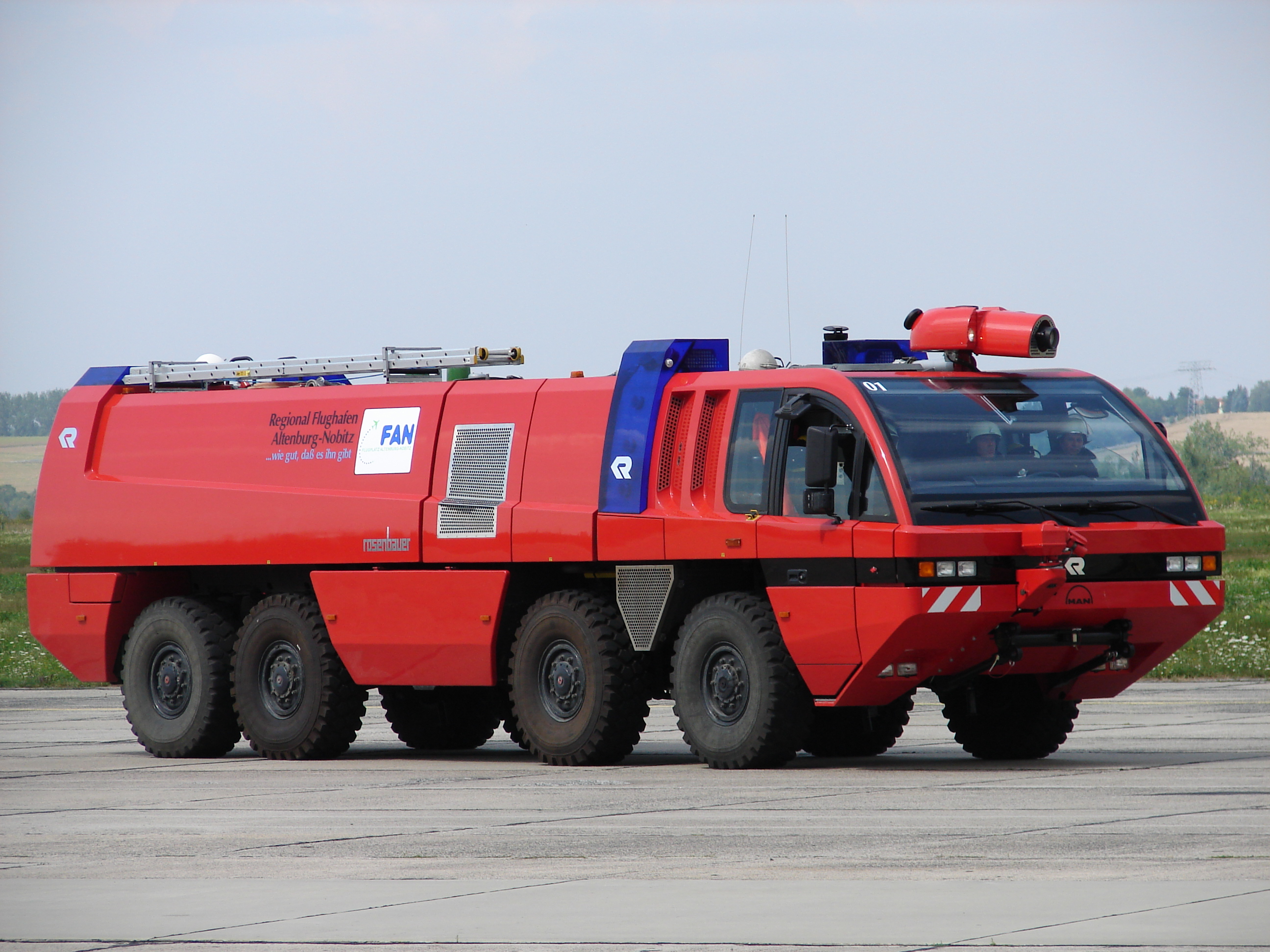
Rosenbauer Panther

Der Fuhrpark der Flughafenfeuerwehr besteht aus fünf Fahrzeugen. Zur Erstbekämpfung stehen dem Airport zwei Flugfeldlöschfahrzeuge vom Typ Rosenbauer Panther und Ziegler Z8 zur Verfügung. Zwei weitere Löschfahrzeuge, ein Mercedes-Benz mit 9000 Litern Löschmittel und ein Kronenburg, sind als Reserve vorhanden. Das fünfte Fahrzeug ist ein VW-Bus als Mannschaftstransportfahrzeug. Untergebracht sind die Fahrzeuge in einem der ehemaligen Flugzeugbunker.

## Flugplatz-Gesellschafter
Mehrheitsgesellschafter des Flugplatzes mit 60 Prozent ist der Landkreis Altenburger Land. Weitere Gesellschafter sind die Gemeinde Nobitz mit 5 % und die ThüSac Personennahverkehrsgesellschaft mbH mit 3 %. Die restlichen 32 % gehören dem Verkehrslandeplatz selbst.

## Flughafen-Museum

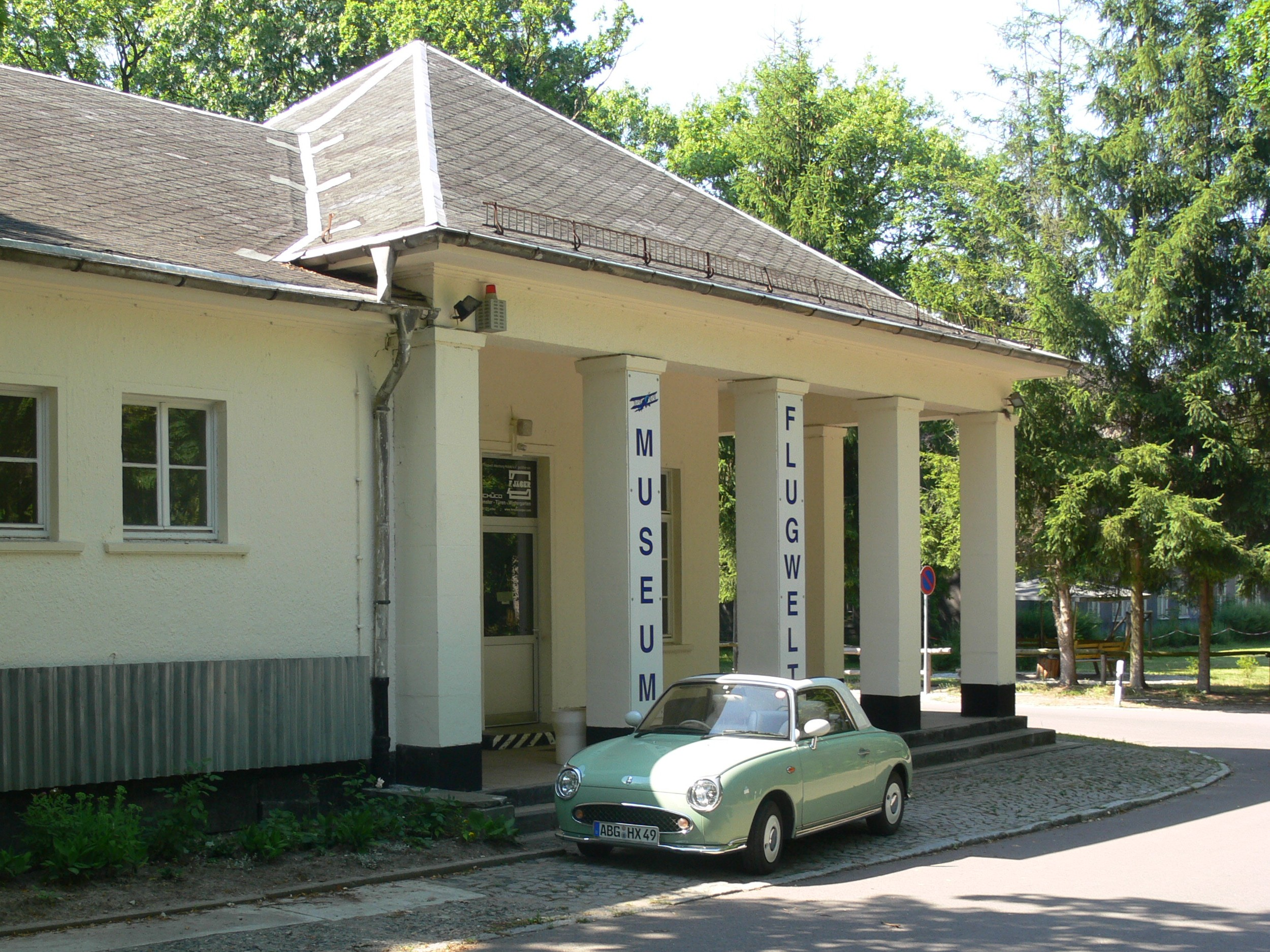
Flugwelt Altenburg-Nobitz

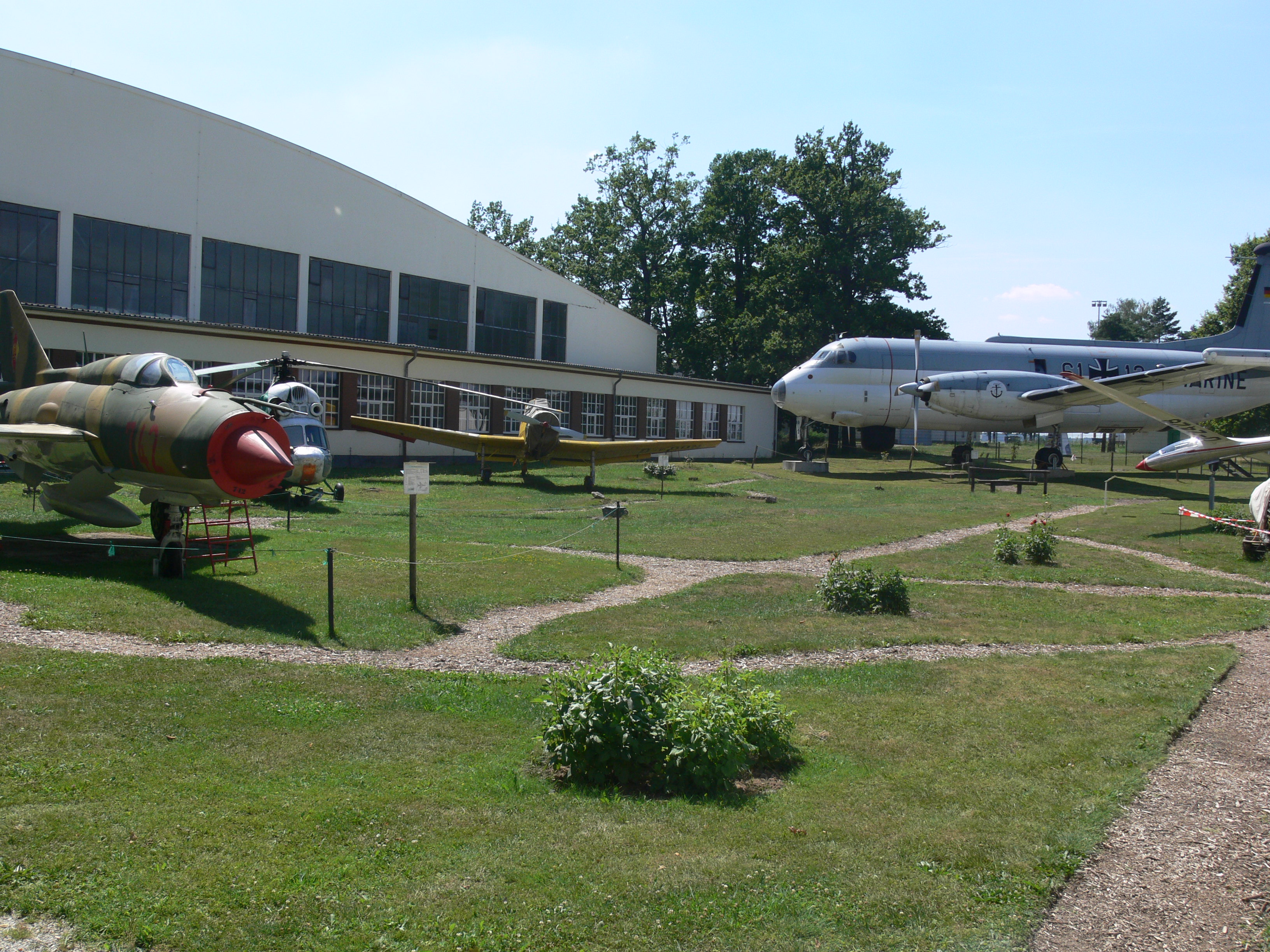
Freigelände des Museums

Im März 2005 wurde unter der Bezeichnung Flugwelt Altenburg-Nobitz vom gleichnamigen Verein eine kleine Ausstellung zur Geschichte des Flugplatzes eröffnet. Zu sehen sind viele Fotos vom Flugplatz, Ausrüstungsgegenstände sowie Modelle von Flugzeugen, die auf dem Flugplatz stationiert waren. Als Highlight der Ausstellung gilt die MiG-21 SPS, die auf dem Freigelände besichtigt werden kann. Sie stand bis zur Wende im Dienste der NVA und befand sich danach 15 Jahre auf einem Parkplatz in Zwickau. Eine weitere MiG-21 des Typs SMT war lange Zeit im Besitz des Flugplatzes. Im Jahr 2014 gelangte diese dann auch ins Museum. Diese MiG wurde von der sowjetischen Armee eingesetzt und war auf dem Flugplatz Altenburg-Nobitz stationiert. Nach einem Schaden an dem Flugzeug wurde dieses außer Dienst gestellt und stand anschließend bis 2001 auf einem Sockel auf dem Gelände. Danach wurde die MiG von dem Sockel geholt und restauriert.
Am 11. April 2007 wurde dem Museum von der deutschen Marine ein Langstrecken-Seeaufklärer vom Typ Breguet Atlantic übergeben. Das Flugzeug wurde am 7. Juli 2007 in einer rund zehnstündigen, durch Spenden finanzierten Aktion auf das Museumsgelände transportiert. Seitdem kann die Breguet Atlantic auch von innen besichtigt werden.
In den darauf folgenden Jahren wurde das Außengelände durch ein Agrarflugzeug Let Z-37, einen Polizeihubschrauber Mil Mi-2, ein Segelflugzeug und die Kampfflugzeuge Fiat G.91, Canadair Sabre MK 6 und Lockheed F-104 „Starfighter“ ergänzt.
Am 7. Oktober 2014 wurde die Transall C-160 51+02 vom Lufttransportgeschwader 63 zum Flugplatz Altenburg überführt und ist nun im Museum zu besichtigen. Im Jahr 2019 kamen noch jeweils ein Kamow Ka-26, ein Sikorsky S-58 und eine Antonow An-2 hinzu.

## Statistik
| Jahr | Flugbewegungen | Fluggastaufkommen (Linienflug) | Fluggastaufkommen (Gesamt) | Luftfracht (in t) |
| ---- | -------------- | ------------------------------ | -------------------------- | ----------------- |
| 1992 | 920            | 0                              | 1.983                      | k. A.             |
| 1993 | 4.962          | 0                              | 3.573                      | k. A.             |
| 1994 | 17.479         | 0                              | 16.516                     | k. A.             |
| 1995 | 18.462         | 0                              | 19.788                     | k. A.             |
| 1996 | 17.682         | 0                              | 23.322                     | 9,64              |
| 1997 | 17.866         | 0                              | 24.232                     | 31,4              |
| 1998 | 17.720         | 0                              | 27.016                     | 180,2             |
| 1999 | 17.693         | 0                              | 30.044                     | 66,2              |
| 2000 | 17.997         | 0                              | 27.764                     | 131,9             |
| 2001 | 16.127         | 0                              | 26.868                     | 27,9              |
| 2002 | 19.543         | 0                              | 26.811                     | 32,1              |
| 2003 | 16.116         | 51.419                         | 71.124                     | 20,7              |
| 2004 | 13.978         | 76.606                         | 93.870                     | 12,4              |
| 2005 | 12.601         | 100.956                        | 118.252                    | 102,7             |
| 2006 | 12.934         | 90.551                         | 105.213                    | 10,4              |
| 2007 | 14.232         | 124.411                        | 139.593                    | 20,3              |
| 2008 | 13.485         | 134.519                        | 138.140                    | k. A.             |
| 2009 | 11.393         | 134.558                        | 140.765                    | k. A.             |
| 2010 | 10.072         | 114.525                        | 115.000                    | k.A               |
| 2011 | 10.705         | k.A                            | 15.034                     | k. A.             |
| 2012 | 9.728          | 0                              | 5.422                      | k. A.             |
| 2013 | 9.449          | 0                              | 4.679                      | k. A.             |
| 2014 | k. A.          | 0                              | k. A.                      | k. A.             |
| 2015 | 9.568          | 0                              | k. A.                      | k. A.             |

## Trivia
In der Wüste von Nevada, unweit von Area 51, wurden von den US-Streitkräften sowohl die Start- und Landebahn als auch die Rollwege des Flugplatzes augenfällig nachgebaut, um Angriffe auf den Flugplatz zu üben. Die Flugzeugbunker sind nur durch offene Stellungen angedeutet.
Der Landeplatz setzte bis zum August 2006 einen Trabant als Follow-me-Car ein. Danach wurde dieser an Volkswagen Sachsen übergeben, um das Fahrzeug aufzuarbeiten und anschließend in einem Museum auszustellen.